# Marga Mbande
Marga Mbande és una cantant nascuda a Barcelona d'origen equatoguineà.
Nascuda a Barcelona i d'origen equatorial guineà, Marga Mbande va créixer des del principi envoltada de música africana i soul. La seva trajectòria artística comença l'any 2003 amb el grup Dlux, del qual va formar part fins al 2012. Des del 2014 ha actuat habitualment a l'espectacle Nits Màgiques a la Casa Batlló. L'any 2017 presenta Mbande Sound, el seu primer treball d'estudi o enregistrament en solitari, que és el més personal respecte a altres d'anteriors, amb sons de la diàspora, Afro-Pop, Afro-Soul i a Future-dancehall, intentant, a través de la seva música explora les seves arrels.